# Leopoldamys
Leopoldamys (Ellerman, 1947) è un genere di Roditori della famiglia dei Muridae, comunemente noti come Ratti giganti dalla coda lunga.

## Descrizione

### Dimensioni
Al genere Leopoldamys appartengono roditori di grandi dimensioni, con lunghezza della testa e del corpo tra 180 e 290 mm, la lunghezza della coda tra 245 e 427 mm e un peso fino a 532 g.

### Caratteristiche craniche e dentarie
Il cranio è lungo e sottile, con le radici dell'arcata zigomatica poste molto in alto sulla scatola cranica. I fori palatali anteriori sono corti e larghi. La bolla timpanica è molto piccola.
Sono caratterizzati dalla seguente formula dentaria:

### Aspetto
La pelliccia è corta e liscia, talvolta cosparsa da lunghi peli spinosi ma soffici. Le orecchie sono piccole, marroni e cosparse di pochi peli. I piedi sono lunghi e sottili, ognuno con sei cuscinetti plantari distinti. La coda è molto più lunga della testa e del corpo. Ogni scaglia è corredata da tre peli. Le femmine hanno un paio di mammelle pettorali, un paio post-ascellari e due paia inguinali.

## Distribuzione
Questo genere è diffuso nell'Ecozona orientale e nella Cina orientale.

## Tassonomia
Il genere comprende 7 specie.
- Leopoldamys ciliatus
- Leopoldamys diwangkarai
- Leopoldamys edwardsi
- Leopoldamys milleti
- Leopoldamys neilli
- Leopoldamys sabanus
- Leopoldamys siporanus